# Kienheim
Kienheim é uma comuna francesa na região administrativa de Grande Leste, no departamento Baixo Reno. Estende-se por uma área de 3,18 km². Em 2010 a comuna tinha 561 habitantes (densidade: 176,4 hab./km²).